# 潞江镇
潞江镇，是中华人民共和国云南省保山市隆阳区下辖的一个镇。

## 行政区划
潞江镇下辖以下地区：
莫卡村、从岗村、芒柳村、张贡村、丙闷村、芒棒村、新寨村、禾木村、坝湾村、香树村、石梯村、芒颜村、邦陇村、顿东村、芒旦村、新城村、库老村、东松村、筲箕村、赧亢村、白花村、道街村、江东村、澡塘村、登高村、石头寨村和三达地村。